# فالكو بيندريش
فالكو بيندريش Falko Bindrich (ولد في 17 أكتوبر 1990) لاعب شطرنج ألماني يحمل لقب أستاذ كبير.
- كان المصنف رقم 7 في ألمانيا في أكتوبر 2017.
- حصل على لقب أستاذ اتحادي في سن الثالثة عشر.
- حصل على لقب أستاذ دولي عام 2006.
- حصل على لقب أستاذ كبير عام 2007.
- بلغ في تصنيف إيلو 2605 نقطة في يناير 2018.

## وصلات خارجية
- فالكو بيندريش على موقع الاتحاد الدولي للشطرنج (الإنجليزية)
- فالكو بيندريش على موقع مباريات الشطرنج (الإنجليزية)
- فالكو بيندريش على موقع 365Chess.com (الإنجليزية)
- فالكو بيندريش على موقع Chesstempo.com (الإنجليزية)
- فالكو بيندريش سجل أولمبياد الشطرنج على موقع OlimpBase.org (الإنجليزية)